# Емма Мускат
Емма Луїз Марі Мускат (нар. 27 листопада 1999) — мальтійська співачка та модель, що працює в Італії. Представниця Мальти на Пісенному конкурсі Євробачення 2022.

## Біографія
Народилася на Мальті в дуже заможній родині. З дитинства почала займатися музикою. Після отримання обов'язкової освіти вступила до Університету сценічного мистецтва. У підлітковому віці проявила здібності до співу, танців та гри на музичних інструментах: спеціалізувалася, зокрема, на фортепіано, а також самостійно почала писати як музику, так і тексти до своїх пісень.

## Кар'єра
У 2016 році Мускат випустила свій перший сингл під назвою «Alone», а роком пізніше вийшла ще одна пісня — «Without You». Обидві композиції були опубліковані на YouTube.
У 2018 році Емма брала участь у сімнадцятому випуску шоу талантів Amici di Maria De Filippi, де вона вибула у півфіналі, зайнявши четверте місце в категорії «спів», а також отримала контракт з Warner Music Italy. Також Мускат брала участь у «Isle of MTV 2018» з Джейсоном Деруло, Гейлі Стайнфельд та Sigala, а наступного року знову взяла участь з Мартіном Ґарріксом, Бібі Рексою та Ейвою Макс. Пізніше, на щорічному концерті Джозефа Каллеї на Мальті, Емма виступила в дуеті з ним та Еросом Рамацотті.

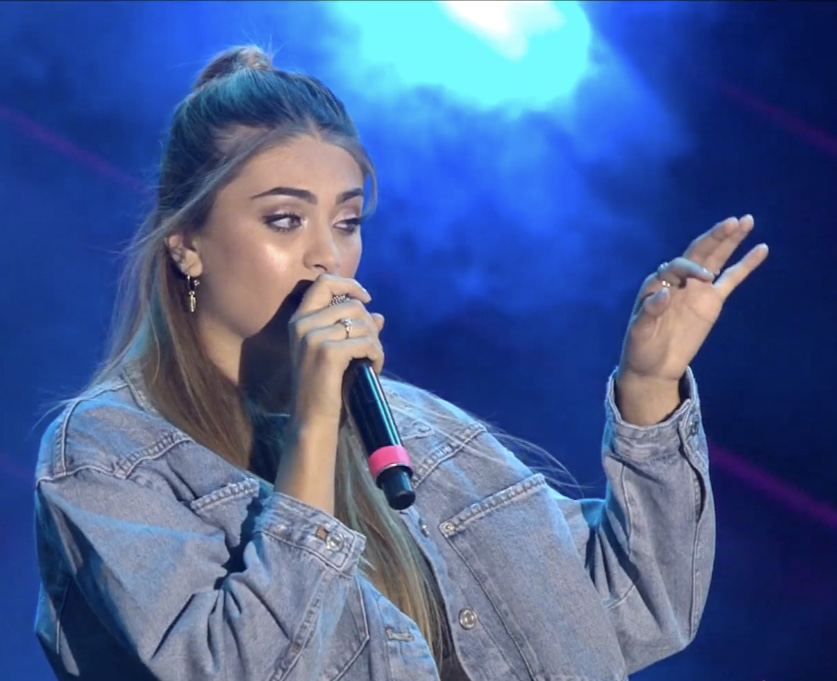
Емма у 2019 році

6 липня 2018 року Мускат опублікувала свій перший EP під назвою «Moments», в який увійшли раніше випущені сингли «Alone» та «Without You», а також пісня «I Need Somebody», яка вийшла 2 липня. 7 грудня того ж року співачка випустила свій перший студійний альбом під назвою «Moments Christmas Edition». 16 листопада 2018 року побачила світ пісня «Figurati noi» в дуеті з репером Шейдом.
3 липня 2020 року Міскат випустила літній сингл «Sangria» у співпраці з італійським репером Astol. Пісня отримала золоту сертифікацію в Італії та досягла 21 мільйона переглядів на YouTube.

### Євробачення
29 грудня 2021 року стали відомими учасники національного відбору Мальти на Євробачення, серед яких була й Емма Мускат з піснею «Out of Sight». Співачка змогла досягти фіналу відбору, а пізніше стати його переможницею з 92 балами (максимальні 72 від журі та 20 від глядачів). Після цього Мускат отримала право представити Мальту на Пісенному конкурсі Євробачення 2022. 14 березня 2022 року була опублікована нова пісня Емми для конкурсу під назвою «I Am What I Am».

## Дискографія

### Альбоми
| Назва                     | Дата          | Лейбл              | Чарти |
| Назва                     | Дата          | Лейбл              | FIMI  |
| ------------------------- | ------------- | ------------------ | ----- |
| Moments Christmas Edition | 7 грудня 2018 | Warner Music Italy | 47    |

### ЕР
| Назва   | Дата         | Лейбл              | Чарти |
| Назва   | Дата         | Лейбл              | FIMI  |
| ------- | ------------ | ------------------ | ----- |
| Moments | 6 липня 2018 | Warner Music Italy | 3     |

### Сингли
| Назва                                           | Рік  | Чарти | Сертифікація | Альбом        |
| Назва                                           | Рік  | FIMI  | Сертифікація | Альбом        |
| ----------------------------------------------- | ---- | ----- | ------------ | ------------- |
| «I Need Somebody»                               | 2018 | —     | —            | Moments       |
| «Figurati noi» (feat. Shade)                    | 2018 | 81    | —            | Поза альбомом |
| «Avec Moi» (feat. Biondo)                       | 2019 | —     | —            | Поза альбомом |
| «Vicolo Cieco»                                  | 2019 | —     | —            | Поза альбомом |
| «Sigarette Remix» (feat. Junior Cally)          | 2019 | —     | —            | Поза альбомом |
| «Sangria» (feat. Astol)                         | 2020 | 58    | FIMI: золота | Поза альбомом |
| «Meglio di sera» (feat. Álvaro de Luna & Astol) | 2021 | 55    | FIMI: золота | Поза альбомом |
| «Più di te»                                     | 2021 | —     | —            | Поза альбомом |
| «Out of Sight»                                  | 2022 | —     | —            | Поза альбомом |
| «I Am What I Am»                                | 2022 | —     | —            | Поза альбомом |